# Шахиджанов, Евгений Сумбатович
Евгений Сумбатович Шахиджанов (2 мая 1933 — 18.11.2020) — советский и российский инженер-конструктор, доктор технических наук, лауреат Ленинской премии.

## Биография
Родился в посёлке № 7 (Осакаровский район, Карагандинская область, Казахстан).
Окончил среднюю школу в г. Георгиевск Ставропольского края (1951, с золотой медалью), МВТУ им. Баумана (1957), Курсы Академии народного хозяйства (1986), Курсы при Академии Генерального штаба (1990).
Кандидат технических наук (1964), старший научный сотрудник (1967), доктор технических наук (1982), профессор (1985), академик РАРАН (1993).
Работал на Павлоградском механическом заводе (г. Павлоград, Днепропетровская обл.): конструктор (1957—1958);
с 1958 г. — в НИИ прикладной химии (г. Загорск, Московской области): конструктор (1958—1961), начальник научно-вычислительного отдела (1961—1964), зам. директора по научной работе, 1-й зам. директора (1964—1980).
С 1981 г. — директор Красноармейского НИИ механизации.
В 1986—2007 гг. генеральный директор НПО «Регион» (ныне АО "ГНПП «Регион»).

## Разработки
Внёс значительный вклад в научно-методическую постановку эксперимента, оснащение испытательных комплексов современными приборами и оборудованием, позволяющих определять характеристики вновь создаваемых боеприпасов с высокой точностью. Всего в этот период в НИИ ПХ было разработано и внедрено в институте и на заводах отрасли более 400 методик исследований и испытаний продукции, изготовлено 350 приборов и установок, многие из которых являлись уникальными.
Под его руководством разработан ряд теоретических вопросов горения конденсированных систем, созданы высокоэнергетические материалы с уникальными свойствами, технология и оборудование, разработана широкая номенклатура эффективных боеприпасов и организовано их серийное производство. Главный конструктор составных частей крупных комплексов. Возглавил исследования по созданию топлива для зенитной ракеты «Куб» и гидрореагирующего топлива для скоростной подводной ракеты «Шквал».
НИИ ПХ становится признанным головным институтом отрасли по проблемам физико-химических и термодинамических преобразований металлических горючих, исследованию процессов горения конденсированных систем. В 1970-х гг. с его участием создаются азотогенерирующие топлива, предназначенного для приведения в действие систем бортовой автоматики космических объектов. В КНИИМ руководил работами по созданию и внедрению в промышленность прогрессивных технологических процессов снаряжения боеприпасов и производства промышленных ВВ, в том числе смесительно-зарядных машин для эмульсионных ВВ, по совершенствованию методов неразрушающего контроля.
В 1986 г. возглавил ГНПП «Регион». Под его руководством начаты качественно новые ОКР по комплексам противоторпедной защиты ПЛ и НК, продолжена работа над созданием высокоточного оружия. Осуществлена реконструкция производственных и лабораторных помещений и значительное внимание уделено работам по выпуску продукции гражданского назначения. Руководит филиалом кафедры проектирования аэрокосмических систем МАИ в ГНПП «Регион» с 1989 г.
Умер 18.11.2020. Архивная копия от 4 февраля 2022 на Wayback Machine

### Из библиографии
Соавтор 135 научных трудов, 4-х книг, 90 изобретений и патентов, в том числе
- Проблемы создания корректируемых и управляемых авиационных бомб / [Сост. С. С. Семёнов, В. Н. Харчев] ; Под ред. Е. С. Шахиджанова. — М. : Инженер, 2003. — 527 с. : ил., табл.; 25 см. — (Научные труды Федерального государственного унитарного предприятия (ФГУП) «ГНПП „Регион“»/ Рос. акад. ракетных и артиллер. наук).

## Награды и премии
- Ленинская премия (1978, в составе коллектива, в том числе Е. Д. Раков, Г. В. Логвинович, Ю. В. Фадеев, И. М. Сафонов, Ю. Г. Ильин) за создание системы «Шквал»[1]
- Орден Октябрьской Революции,
- Орден Трудового Красного Знамени,
- медали.